# Hypsioma barbara
Hypsioma barbara là một loài bọ cánh cứng trong họ Cerambycidae.